# Who's That Knocking at My Door
Who's That Knocking at My Door (en Hispanoamérica, ¿Quién llama a mi puerta?), originalmente titulada I Call First, es una película dramática independiente estadounidense de 1967, escrita y dirigida por Martin Scorsese y protagonizada por Harvey Keitel y Zina Bethune. Fue el debut como director de largometrajes de Scorsese y el debut de Keitel como actor.
Explorando temas de la culpa católica similares a los de su película posterior Mean Streets, la historia sigue al italoestadounidense J.R. (Harvey Keitel) mientras lucha por aceptar el secreto escondido por su novia independiente y de espíritu libre (Zina Bethune).
La película se estrenó en el Festival Internacional de Cine de Chicago en 1967.

## Argumento
J.R. (Harvey Keitel) es un típico joven católico de ascendencia italiana en las calles de la ciudad de Nueva York. Incluso de adulto, permanece cerca de casa con un grupo básico de amigos con los que bebe y se divierte. Se involucra con una chica local que conoce en el Ferry de Staten Island y decide que quiere casarse y establecerse. A medida que su relación se profundiza, él rechaza su oferta de tener relaciones sexuales porque cree que es virgen y quiere esperar en lugar de "consentirla".
Un día, su novia le dice que una vez fue violada por un exnovio. Esto aplasta a J.R., quien la rechaza e intenta volver a su antigua vida de beber con sus amigos. Sin embargo, después de una fiesta particularmente salvaje con amigos, se da cuenta de que todavía la ama y regresa a su apartamento una mañana temprano. Torpemente le dice que la perdona y dice que "se casará con ella de todos modos". Al escuchar esto, ella le dice que el matrimonio nunca funcionaría si su pasado le pesa tanto. J.R. se enfurece y la llama "puta", pero rápidamente se retracta y dice que está confundido por toda la situación. Ella le dice que se vaya a casa y él regresa a la iglesia católica, pero no encuentra consuelo.

## Reparto
- Harvey Keitel como J.R.
- Zina Bethune como la chica
- Ann Collette como la chica de los sueños
- Lennard Kuras como Joey
- Michael Scala como Sally Gaga
- Harry Northup como Harry
- Tuai Yu-Lan como la chica de los sueños
- Saskia Holleman como la chica de los sueños
- Martin Scorsese como gánster (no acreditado)

## Producción
Who's That Knocking at My Door se filmó a lo largo de varios años, sufriendo muchos cambios, nuevas direcciones y diferentes nombres en el camino. La película comenzó en 1965 como un cortometraje de estudiantes sobre J.R. y sus amigos que no hacían nada, llamado Bring on the Dancing Girls. En 1967, la trama romántica con Zina Bethune se introdujo y se unió con la película anterior, y el título se cambió a I Call First.
La película se rodó con una combinación de cámaras de 35 mm y 16 mm. Scorsese filmó la mayor parte del metraje de 35 mm con una cámara Mitchell BNC, una cámara muy engorrosa que impedía la movilidad. Optó por filmar varias escenas con la cámara Eclair NPR de 16 mm para introducir una mayor movilidad. Luego amplió el metraje a 35 mm.

## Lanzamiento
La película tuvo su estreno mundial en el Festival Internacional de Cine de Chicago en noviembre de 1967. Finalmente, en 1968, el distribuidor de explotación Joseph Brenner ofreció comprar la película y distribuirla con la condición de que se agregara una escena de sexo para darle ángulos de explotación sexual a la película, con fines de marketing. Scorsese filmó y editó un montaje técnicamente hermoso, pero en gran parte gratuito, de J.R. fantaseando con acostarse con una serie de prostitutas, filmada en Ámsterdam, Países Bajos, con un Keitel visiblemente mayor, y la película finalmente se convirtió en Who's That Knocking at My Door, llamada así por la canción de 1959 de The Genies, que cierra la película.
La película fue reeditada en febrero de 1970 por Medford Film Distribution bajo el título de J.R., sin embargo, todos los lanzamientos posteriores se han publicado bajo el título de 1968.

## Recepción
El crítico estadounidense Roger Ebert dio a la película una crítica extremadamente positiva después de su estreno mundial en el Festival Internacional de Cine de Chicago en noviembre de 1967, cuando todavía se llamaba I Call First. Llamó a la película "un trabajo que es absolutamente genuino, artísticamente satisfactorio y técnicamente comparable a las mejores películas que se están haciendo en cualquier lugar. No tengo reservas en describirla como un gran momento en las películas estadounidenses".
Cuando la película finalmente tuvo su estreno en cines dos años después, Ebert admitió que tal vez había estado un poco más ansioso con su primera reseña, admitiendo que "Scorsese era ocasionalmente demasiado obvio y la película tiene serios defectos estructurales". Sin embargo, todavía era muy positivo hacia la película y sugirió que "es posible que, con más experiencia y madurez, Scorsese dirija películas más pulidas y terminadas".
A partir de enero de 2020, Who's That Knocking at My Door tiene una calificación del 70 % en Rotten Tomatoes, con 20 revisiones.

## Apariciones y cameos
La madre de Martin Scorsese, Catherine Scorsese, aparece brevemente como la madre de J.R. cocinando al comienzo de la película y sirviendo comida cerca del final. La Sra. Scorsese continuaría apareciendo en muchas de las películas de su hijo hasta su muerte en 1997. El propio Scorsese aparece sin acreditar como uno de los gánsteres. Hasta el día de hoy, todavía hace cameos en muchas de sus películas.
El papel de Sally Gaga lo interpreta Michael Scala, el padre del rapero Pizon.

## Premios y nominaciones
| Premio                                    | Categoría      | Receptor        | Resultado | Ref(s) |
| ----------------------------------------- | -------------- | --------------- | --------- | ------ |
| Festival Internacional de Cine de Chicago | Mejor película | Martin Scorsese | Nominado  | [ 4 ]  |